# 徳勝寺 (大垣市)
徳勝寺（とくしょうじ）は岐阜県大垣市青柳町（もと不破郡青柳村）にある阿弥陀如来を本尊とする真宗大谷派の寺院。国の重要文化財の梵鐘を所有する。
創建年及び開山は詳らかでない。もとは浄土真宗の寺院ではなかったが、応永32年（1425年）、勝円により浄土真宗に改宗し、現在に至っている。
寺宝として弘安3年（1280年）に元寇を調伏するために南宮大社で鋳造された梵鐘、通称弘安祈願の鐘を所蔵する。この梵鐘は南宮大社からその神宮寺である朝倉山真禅院へ伝わり、その後大垣八幡神社へ移されている。明治6年（1873年）、神仏分離運動により神社では所蔵できなくなったため、当寺へ譲られている。岐阜県最古の有銘梵鐘として昭和39年（1964年）に重要文化財に指定された。